# Station Targówek
Station Targówek is een voormalig spoorwegstation in de Poolse plaats Warschau.